# Philomedusa
Philomedusa is een geslacht van zeeanemonen uit de klasse van de Anthozoa (bloemdieren).

## Soort
- Philomedusa vogtii Müller, 1860